# Dave Ramsey

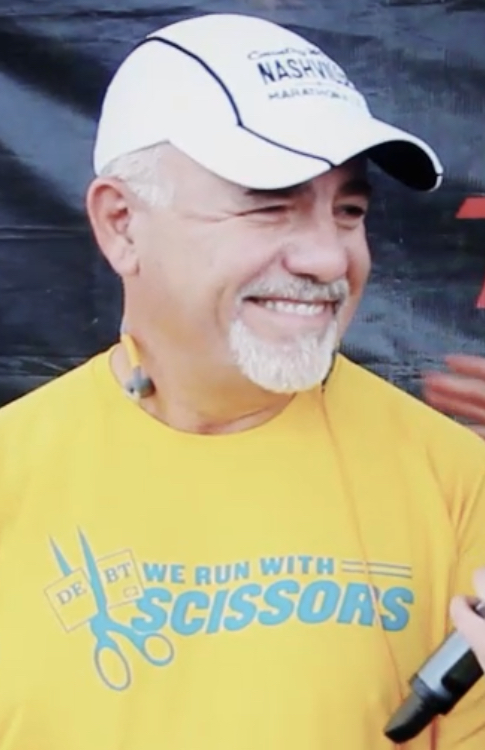
Dave Ramsey, 2013

Dave Ramsey (geb. 3. September 1960 in Antioch, Tennessee) ist ein US-amerikanischer Geschäftsmann, Radiomoderator und Host der US-weit verbreiteten Talkradio-Sendung The Ramsey Show.
Nach Rush Limbaugh und Sean Hannity setzte ihn das Fachmagazin „Talkers“ 2017 auf Platz 3 der 100 wichtigsten Talkradio-Moderatoren („Heavy Hundreds“). Die Show wird von mehr als 500 Stationen übernommen und von rund 8 Millionen Menschen wöchentlich gehört.
Ramsey begann 1992 mit seiner täglichen Radioshow zu Finanzfragen. 2004 wurde die Dave Ramsey Show auf den Talkradio Kanal von Sirius XM geschaltet. Die Show wird zusätzlich an damals noch rund 200 Stationen verteilt. 2008 gehörte die Sendung zu den Top 10 der meistgehörten US-Talkradio-Programme.  Seine Show wird bei WLAC, einer iHeartMedia Clear Channel Station in Nashville, Tennessee produziert.
Ramsey hat eine tiefe christliche Überzeugung. So wurden Mitarbeiterinnen entlassen, wenn sie schwanger wurden, ohne verheiratet zu sein.

## Bücher
- More Than Enough (1998)
- The Financial Peace Planner (1998)
- The Total Money Makeover (2003)
- Financial Peace Revisited (2003)
- The Money Answer Book (2004)
- Smart Money, Smart Kids (2014)
- Complete Guide to Money (2015)
- Baby Steps Millionaires (2022)